# Сакито
Сакито (англ. Sakito, (咲人); 29 июня 1981, Мияги (префектура), Огавара) — японский гитарист, участник группы Nightmare. Настоящее имя Такахиро Сакагути, но он более известен под своим псевдонимом Сакито.

## Биография
Начал заниматься на гитаре когда ходил в среднюю школу, тогда он играл на акустической гитаре отца, но уже в скором времени ему подарили его первую гитару. В основном он подбирал песни группы — X Japan, но после покупки электрогитары он играл песни групп: Luna Sea, и L’Arc-en-Ciel. В скором времени он встретил будущего участника группы Nightmare — Хицуги (Мицуо Икари), с которым они будучи старшеклассниками создали группу. После к ним присоединились и остальные участники: басист — Ни~я (Юдзи Баба), вокалист — Ёми (Дзюн Чиба) и Дзенин (ударные), но вскоре последний покинул проект и к ним присоединился другой барабанщик — Рука (Карино Сатору).
Сакито является автором нескольких книг, среди которых книги: Naitomea sakito no donkoÌ" ikuno : gojuÌ"on no tabi вышедшая 1 июля 2009 года и TABISITE" Vol.1 Cambodia вышедшая 4 ноября 2013 года. В последней книге описывается путешествие Сакито в Камбоджу, а также его размышления и большое количество фотографий, сделанных его другом-фотографом Синсуке Исикава. К книге прилагался DVD-диск содержащий 120 минутное интервью Исикавы и некоторые смешные моменты заснятые во время путешествия.

## Участие в проектах
Сакито является одним из основных авторов песен групп Nightmare и Sendai Kamotsu, а также участвует в других проектах. 4 марта 2013 вышел сборный альбом DEAD END Tribute — SONG OF LUNATICS, где Сакито участвовал в записи песни I Can Hear The Rain (Я слышу дождь). 26 марта 2014 года вышел сборный альбом V-ANIME collaboration -homme-, где Сакито участвовал в качестве гитариста в песне 勇者王誕生!. 1 апреля 2015 года вышел альбом MEDICODE проекта FlyME project, в котором Сакито участвовал в записи песни HOLLOW (Полый).

## Гитары Сакито
Его основной гитарой является — ESP FOREST-GT, подаренной ему на 19-летие. Гитара сделана из ольхи, и имеет TB-11 и SSL-1 (Seymour Duncan).
- ESP N-SS-500 — улучшенная модель предыдущей гитары, которую Сакито использовал после перелома шеи. Гитара оснащена специальным ремнём который уменьшает нагрузку на шею. Более того эта гитара в отличие от первой способна играть в диапазоне C #.
- ESP SNAPPER-ALR
- Gibson · RD

Следует добавить, что он использует гитары только белого и чёрного цветов.